# Borgmeiermyia paraguayana
Borgmeiermyia paraguayana là một loài ruồi trong họ Tachinidae.